# TBPL1
TBPL1‏ (TATA-box binding protein like 1) هوَ بروتين يُشَفر بواسطة جين TBPL1 في الإنسان.